# Pindakaas Saxophon Quartett
Das Pindakaas Saxophon Quartett aus dem Ruhrgebiet und Münster wurde 1989/90 gegründet. Seither hat es sich in der europäischen Klassikszene etabliert. Das Ensemble widmet sich klassischer Musik aller Epochen bis hin zur Moderne, unternimmt aber auch musikalische Grenzgänge in Richtung Tango Nuevo, Klezmer, Jazz, Pop und Filmmusik. 

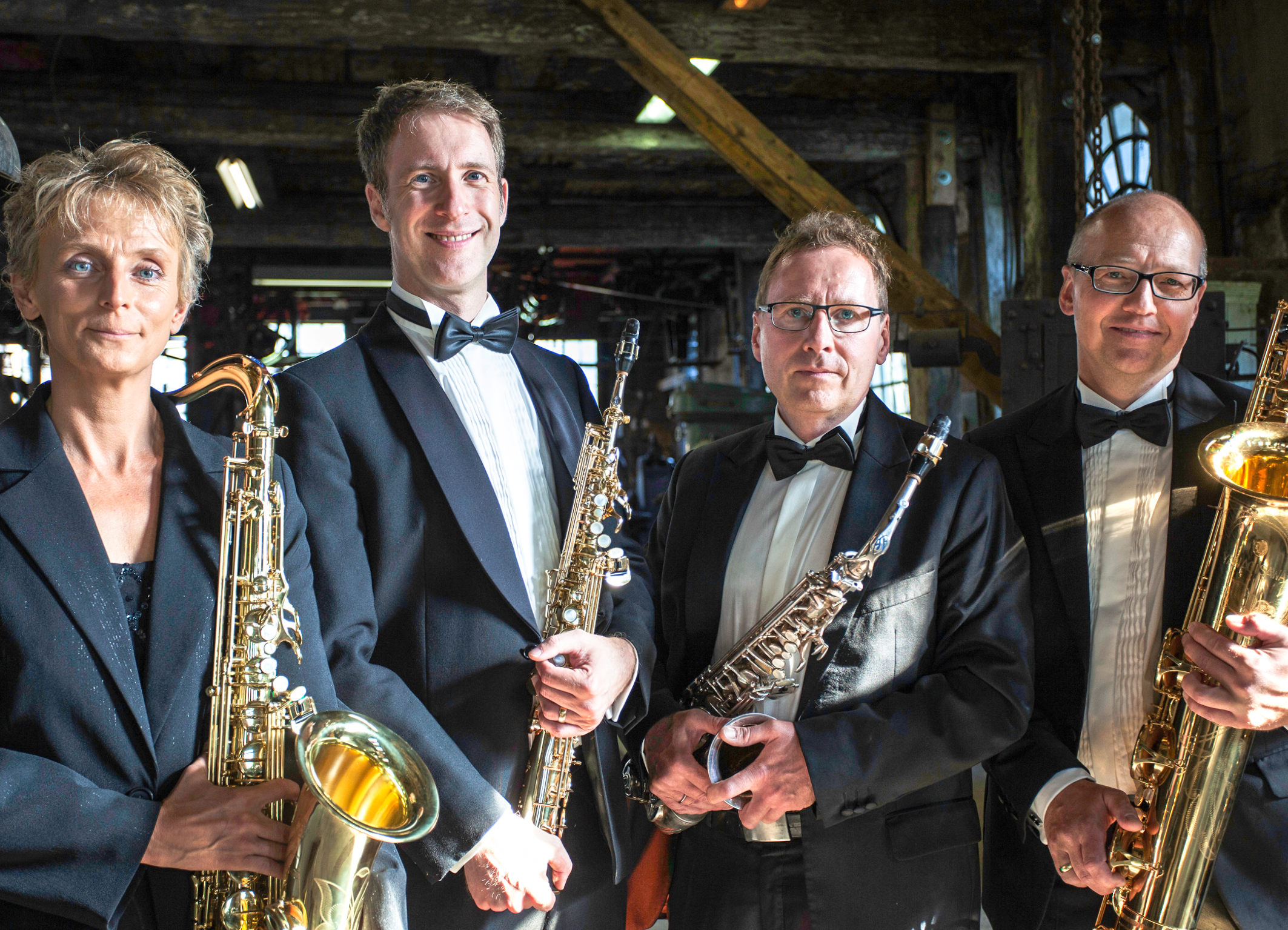
Pindakaas Saxophon Quartett

Das Quartett tritt regelmäßig, auch international, auf und gab Kammer- und Kirchenkonzerte in Kuwait, Schottland, Italien, der Schweiz, Luxemburg und den Niederlanden sowie in ganz Deutschland. Zudem gab das Saxophonquartett Konzerte bei bedeutenden Musikfestivals wie dem Rheingau Musik Festival, dem Hohenloher Kultursommer, dem Kurt-Weill-Fest, dem Fränkischen Sommer oder den Harzburger Musiktagen.
In seinen Konzerten pflegt das Ensemble eine unterhaltsam informative Präsentationsform. Das Repertoire besteht aus Originalliteratur für Saxophonquartett ebenso wie aus einer Vielzahl eigener Bearbeitungen von Werken aller Epochen, denen das Ensemble mit zeitgemäßer Stilistik und sensibler Interpretation gerecht wird. Beim Internationalen Meisterkurs Kammermusik mit Saxophonen in Unna wurden die Musiker hierfür mit dem Kulturpreis ausgezeichnet.

## Programme/Repertoire
Unter dem Titel Voyage geleitet das Ensemble seine Hörer durch sechs Jahrhunderte und zeigt, welch vielfältige Musikwelten das Saxophon erschließen kann: Ein Parfoceritt von mittelalterlichen Fanfaren über orgelähnliche Klänge, etwa in Werken von Johann Sebastian Bach, bis hin zur elektrisierenden Musik Kurt Weills.
Klangreisen präsentiert gemeinsam mit dem niederländischen Organisten und Cembalisten Léon Berben die „Suite for Harpsichord and Saxophone Quartet“ des englischen Komponisten Colin Cowles aus dem Jahr 1979. Das Programm stellt außerdem Originalmusik von Johann Sebastian Bach und Arvo Pärt, französische Sololiteratur für Orgel und Cembalo von Antoine Forqueray und Francois Couperin sowie Bläserkammermusik von Giovanni Gabrieli und Georg Ph. Telemann vor. Der Westdeutsche Rundfunk zeichnete dieses Programm als Rundfunkmitschnitt auf und sendete die Produktion im Januar 2020 auf WDR 3.
Das Programm Kinderszenen thematisiert Kindheit aus der Sicht verschiedener Komponisten und Epochen. Die Kompositionen von Robert Schumann, Béla Bartók oder Chick Corea liefern im Verbund mit Texten von Rainer Maria Rilke oder Bertolt Brecht ein abwechslungsreiches Bild vom „Kindsein“.
Aus der Phantasie schöpften Komponisten stets farbenfrohe und skurrile Stücke: Phantasia stellt musikalische Impressionen von Fabeltieren, echten Lebewesen und exotisch fremden Welten vor. Gespielt werden Werke von Jacques Ibert und Benjamin Britten ebenso wie Albert Ketèlbeys malerische Theatermusik oder die Filmmusik John Williams.
America! stellt neben Werken der großen US-Komponisten Aaron Copland, Leonard Bernstein, George Gershwin und Samuel Barber auch die Suite für Saxophonquartett des Chicagoer Komponisten Leon Stein aus dem Jahr 1967 vor. Das Programm feierte beim Bodensee-Festival 2017 Premiere.
In Kooperation mit dem Berliner Schauspieler Frank Dukowski entstanden zwei Musik-Literatur-Programme: Ballads of Good Life bietet Musik von Kurt Weill, Astor Piazzolla und Igos Strawinsky in Verbindung mit Texten von Tucholsky, Brecht, Kästner, Döblin, Mann und Rose Ausländer. Shakespeares dreams unternimmt eine Reise in die Zeit Elisabeth I. und William Shakespeares mit Musik von John Dowland und Henry Purcell.
Evergreens aus Pop, Jazz und Filmmusik stellt das Programm Brause vor, pfiffig arrangierte Pop- und Jazzstücke, Balladen und Evergreens der Comedian Harmonists, Beatles und Kinks sowie von Bobby McFerrin, Henry Mancini und Billy Joël, gespielt in ganz eigenem, neuen Gewand.
Das Quartett entwickelte außerdem mit dem Kölner Schauspieler und Sänger Martin Heim zwei Musiktheaterstücke für Kinder:
Die Abenteuer des Monsieur Sax erzählt die Geschichte des verrückten Erfinders Adolphe Sax und wurde als „Kindertheater des Monats NRW“ ausgezeichnet. Der WDR produzierte das Stück als Live-Hörspiel. Der Meisterdieb und das Geisterquartett spielt im wundersamen Museum für Musik und wurde bundesweit aufgeführt.
2011 feierte das Kinder-Musiktheaterstück Die zauberhafte Welt des Herrn Alexander beim Europäischen Klassikfest Ruhr Premiere. Gemeinsam mit dem Berliner Schauspieler Frank Dukowski erzählt das Ensemble die Geschichte des Zauberkünstlers Alexander Heimbürger aus Münster, der unter dem Künstlernamen „Herr Alexander“ im 19. Jahrhundert große Berühmtheit erlangte. 2012 produzierte dasselbe Team das Kinderstück „Die verrückte Dimensionsreise des Dr. Bammel“, 2013 kam eine Adaption des Märchens „Nussknacker und Mausekönig“ von E.T.A. Hoffmann auf die Bühne. 2016 entstand das Kinderprogramm: Alla Turca. Mit den Schauspielern Marcell Kaiser (als Flaschengeist „Flizmed“) und Frank Dukowski (als Dirigent „Franz von Stock“) stellt das Pindakaas Saxophon Quartett ein Musikmärchen mit orientalisch inspirierter Musik von Mozart, Schumann, Schubert, Albéniz, Nielsen und Ibert sowie Jazz- und Weltmusik von Chick Corea und Rabih Abou-Khalil vor.
Die jüngste Produktion für Kinder, In 28 Tagen durch Europa, feierte 2020 Premiere und erzählt die bekannte Geschichte In 80 Tagen um die Welt von Jules Verne rund um den englischen Gentleman Phileas Fogg und seinen Kammerdiener Passepartout weiter. Als Gäste spielen hier die Schauspieler Frank Dukowski und Marcell Kaiser, die Produktion wurde gefördert durch das Europaministerium des Landes Nordrhein-Westfalen.

## Mitglieder
- Thorsten Floth (Sopransaxophon): Thorsten Floth

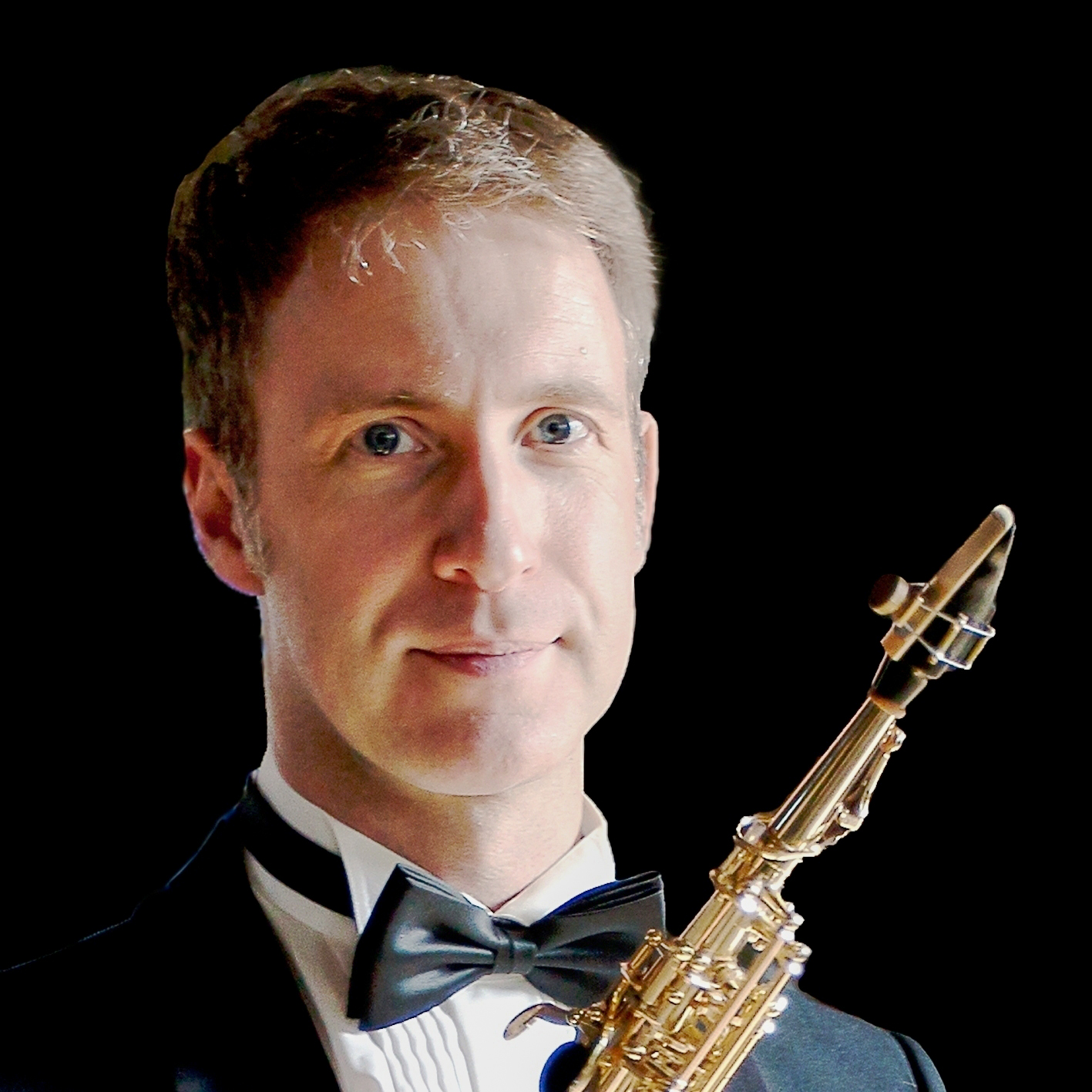
Thorsten Floth

geboren in Rheine, studierte Saxophon an der Musikhochschule Detmold, Abteilung Münster, bei Wolfgang Bleibel und Simone Otto. Bereits im Studium galt seine besondere Vorliebe dem Saxophonquartett. Seit Mitte der 1990er Jahre arbeitet er als freischaffender Musiker, er lebt derzeit in Bielefeld. Sein musikalisches Betätigungsfeld erstreckt sich neben dem Saxophonquartett und weiteren Kammermusikformationen über das Symphonieorchester, Jazz- und Bigbands, bis hin zu Rockbands. Thorsten Floth spielt bundesweit bei Musical- und Theaterproduktionen und ist außerdem ein gefragter Musikpädagoge. Seit 2015 ist Thorsten Floth Mitglied des Pindakaas Saxophon Quartetts.
- Guido Grospietsch (Altsaxophon):

geboren in Duisburg, erhielt seinen ersten Unterricht an der Folkwang Musikschule bei Remy Filipovitch und parallel an der Niederrheinischen Kunst- und Musikschule Duisburg. Dort wurde er mit dem Förderpreis der Köhler-Osbahr-Stiftung ausgezeichnet. Später studierte er Musik an der Universität Duisburg bei Theo Jörgensmann. Privatunterricht bekam er vom New Yorker Jazzsaxophonisten Jesse Bennett, er absolvierte einen Meisterkurs des Raschèr Saxophone Quartet. Grospietsch arbeitet in Duisburg als freier Musiker, Fotograf und Musikpädagoge und leitet mehrere Ensembles, darunter die „BigBang Saxophones“.
- Anja Heix (Tenorsaxophon):

geboren in Essen, studierte Musik an der Folkwang Universität der Künste bei Hugo Read (Saxophon) und Pierre W. Feit (Oboe). Dort absolvierte sie auch ihr Konzertexamen. Sie war Orchestermusikerin an den Theatern in Duisburg, Münster, Aachen und Wuppertal. Regelmäßig spielt sie im Orchester des Landestheaters Detmold. Anja Heix ist als Multiinstrumentalistin (Oboe, Saxophon, Querflöte, Klarinette) bundesweit an verschiedenen Musicalhäusern und Theatern tätig. Sie spielte u. a. bei Starlight Express, Phantom der Oper und Les Miserables. Außerdem ist sie Studiomusikerin und Musikpädagogin. Anja Heix lebt in Schermbeck.
- Matthias Schröder (Baritonsaxophon):

geboren in Oberhausen, erhielt erst Klavier-, dann Klarinetten- und Saxophonunterricht. Er belegte Meisterkurse des Berklee Colleges of Music. Parallel zu seiner Tätigkeit als Musiker studierte Schröder Geschichte und Publizistik in Bochum und Münster. Er promovierte an der Universität Münster zum Dr. phil. Mit Stipendium der Bertelsmann-Stiftung absolvierte er Fortbildungen für Musikkritiker. Matthias Schröder lebt in Münster und arbeitet als Musiker, Kulturjournalist und Musikdramaturg. Er ist Künstlerischer Leiter der Konzerthalle im Steinfurter Bagno, dem ältesten freistehenden Konzertsaal Europas. Schröder unterrichtet als Professor das Fach Musikmanagement an der Hochschule für Musik Detmold.
- Marcin Langer:

ist Gründungsmitglied des Ensembles und spielte bis 2015 das Sopransaxophon. Sein Nachfolger im Ensemble ist Thorsten Floth. Langer studierte Musik an der Universität Duisburg bei Ferdinand Bruckmann (Klavier) sowie bei Wolfgang Engstfeld und Theo Jörgensmann (Saxophon). Er war Mitglied zahlreicher Jazz- und Weltmusikensembles und spielt im Transorient Orchestra und in der Band „Nefes in motion“. Marcin Langer lebt in Essen und ist dort als freier Musiker, Komponist und Musikpädagoge tätig. Seine Bearbeitungen von Kurt Weill-Stücken für Saxophonquartett erschienen im renommierten Wiener Verlag Universal Edition.

## Referenzen & Auszeichnungen
International:
- Zeeland-Muziekfestival, Niederlande
- Dumfries & Galloway Arts Festival, Schottland
- International Summer Music Festival, Kuwait
- Deutsch-Italienische Kulturwoche mit Konzerten in Venedig, Bologna und Verona
- Konzerthaus Berlin
- Auslandskonzerte in der Schweiz, den Niederlanden, Luxemburg und Griechenland.

Festivals in Deutschland (Auszug):
- Festival Orgel PLUS, Bottrop 2021
- Bodensee-Festival, 2017
- Musiktage Bad Lauterberg 2015, 2018
- Haller Bachtage 2017
- Harzburger Musiktage 2016, 2019, 2021
- KinderKulturFestival Duisburg
- Pfingstmusiktage Lauterbach
- World Town Festival
- Brühler Schlosskonzerte
- Mosel Musikfestival
- Aschaffenburger Kulturtage
- Rheingau Musik Festival
- Kurt-Weill-Fest
- Audi-Sommerkonzerte Ingolstadt
- Europäisches Klassikfestival Ruhr
- Schönberger Musiksommer
- Jazzfestival Viersen
- Quedlinburger Musiksommer
- Fränkischer Sommer
- Hohenloher Kultursommer
- Nieder-Mooser Orgeltage
- Duisburger Akzente
- Nürnberger Kirchenmusiktage
- Freiburger Grenzenlos Festival

- Kulturpreis beim Int. Meisterkurs „Kammermusik mit Saxophonen“

## CDs
- Voyage – Eine Reise durch die Jahrhunderte – Musik von Bach, Schönberg, Berthomieu u. a. (CLCL 905)
- Ballads of Good Life – Musik von Weill, Piazzolla, Ketèlbey, Fiebig u. a. (CLCL904)
- Kinderszenen – Musikalische Kindheitsbilder von Robert Schumann bis Chick Corea (CLCL901)
- Brause – Evergreens aus Jazz, Pop und Filmmusik (CLCL902)
- Dialog – Musik von John Dowland, Henry Purcell u. a. mit Countertenor (FCD20020)

- Die Abenteuer des Monsieur Sax – Kindermusikhörspiel (CLCL903)